# Пулитцеровская премия 2019 года
Пу́литцеровская пре́мия 2019 го́да вручалась за работы и материалы, опубликованные в 2018 году. Церемония награждения состоялась 15 апреля 2019 года в Высшей школе журналистики Колумбийского университета.
Традиционно материалы номинантов Пулитцеровской премии характеризуют новостную повестку и приоритеты общественности. Так, в 2018 году основными темами стали борьба с расизмом, расследования в отношении президента Дональда Трампа, разоблачение сексуальных домогательств и освещение массовых расстрелов в школах. Хотя по заявлениям жюри выборка не связана с конъюнктурой. Администратор премии Дана Кенеди отмечала важность разнообразия тематик:

 Было представлено так много неординарных работ, даже в год, когда журналистика снова подвергается постоянным нападкам, в том числе со стороны самого высокопоставленного офиса в стране, и когда безопасность журналистов, просто стремящихся делать свою работу, находятся под угрозой.Оригинальный текст (англ.) There was so much extraordinary work submitted even in a year when journalism is yet again under relentless assault, including from the highest office in the land, and when the security threats remain high for journalists simply seeking to do their jobs.

## Члены совета премии
| Совет Пулитцеровской премии 2019 года | Совет Пулитцеровской премии 2019 года                                                    | Совет Пулитцеровской премии 2019 года |
| Имя                                   | Занимаемые должности                                                                     |                                       |
| Сопредседатели Совета премии          | Сопредседатели Совета премии                                                             | Сопредседатели Совета премии          |
| ------------------------------------- | ---------------------------------------------------------------------------------------- | ------------------------------------- |
| Роберт Блау                           | Редактор отдела журналистских расследований в Bloomberg News                             |                                       |
| Стивен Хан                            | Профессор истории Нью-йоркского университета                                             |                                       |
| Администратор премии                  |                                                                                          |                                       |
| Дана Кенеди                           | Бывший репортёр и редактор газеты New York Times. Администратор премии с июля 2017 года. |                                       |
| Члены Совета премии                   |                                                                                          |                                       |
| Элизабет Александер                   | Президент Фонда Эндрю Меллона                                                            |                                       |
| Нэнси Барнс                           | Исполнительный вице-президент и редактор National Public Radio                           |                                       |
| Ли Боллинджер                         | Президент Колумбийского университета                                                     |                                       |
| Кэтрин Бу                             | Журналист и автор                                                                        |                                       |
| Нил Браун                             | Президент Института Пойнтера                                                             |                                       |
| Николь Кэрролл                        | Главный редактор газеты USA Today                                                        |                                       |
| Стив Колл                             | Декан школы журналистики Колумбийского университета                                      |                                       |
| Гейл Коллинз                          | Колумнист газеты New York Times                                                          |                                       |
| Джон Данишевски                       | Вице-президент информационного агентства Associated Press                                |                                       |
| Хунот Диас                            | Профессор литературного мастерства Массачусетского технологического института            |                                       |
| Стивен Энгельберг                     | Главный редактор специализирующегося на журналистских расследованиях сайта ProPublica    |                                       |
| Аминда Маркес Гонсалес                | Исполнительный редактор газеты Miami Herald                                              |                                       |
| Эмили Рэмшоу                          | Главный редактор газеты Texas Tribune                                                    |                                       |
| Юджин Робинсон                        | Обозреватель и заместитель редактора газеты Washington Post                              |                                       |
| Томми Шелби                           | Профессор философии Гарвардского университета                                            |                                       |

## Номинанты и лауреаты

### Журналистика
| Пулитцеровская премия за служение обществу |
| --- |
| Редакция Sun-Sentinel за разоблачение халатности школьного персонала и полиции до и после массовой стрельбы в средней школе имени Марджори Стоунман Дуглас. |
| Редакция ProPublica за репортажи о разлучении семей эмигрантов на американо-мексиканской границе и о попытках детей воссоединиться с родителями.            |
| Редакция Washington Post за освещение убийства сотрудника газеты Джамала Хашогги в консульстве Саудовской Аравии в Турции.                                  |

| Пулитцеровская премия за освещение экстренных новостей                                                              |
| --- |
| Редакция Pittsburgh Post-Gazette за подробное освещение стрельбы в питтсбургской синагоге «Древо жизни».            |
| Редакция Chico Enterprise-Record в сотрудничестве с Bay Area News Group за репортажи о лесных пожарах в Калифорнии. |
| Редакция Sun Sentinel за освещение стрельбы в школе Марджори Стоунман Дуглас.                                       |

| Пулитцеровская премия за журналистское расследование |
| --- |
| Мэтт Хэмилтон, Хэрриет Райан и Пол Прингл, Los Angeles Times за расследование о гинекологе Джордже Тиндалле из Университета Южной Калифорнии, обвинённом в сексуальных домогательствах по отношению к сотням женщин за период более четверти века. |
| Дэвид Барстоу, Сюзанна Крейг и Русс Бюттнер из New York Times за расследование финансовой отчётности президента Дональда Трампа, выявившую уклонение от налогов и скрытые источники дохода.                                                        |
| Кэтлин МакГрори и Нил Беди Tampa Bay Times за расследование, которое помогло раскрыть высокую смертность среди пациентов в Институте сердца при детской больнице Джонса Хопкинса.                                                                  |

| Пулитцеровская премия за аналитическое расследование |
| --- |
| Дэвид Барстоу, Сюзанна Крейг и Расс Беттнер из New York Times за расследование финансовой отчётности президента Дональда Трампа, выявившую уклонения от налогов и скрытые источники дохода. |
| Аарон Гланц и Эммануэлm Мартинес из The Center for Investigative Reporting (в сотрудничестве с Associated Press, PRX и PBS NewsHour) за расследование расовой дискриминации в банковской системе ипотечных кредитов. |
| Кира Герни, Николас Нихамас, Джей Уивер и Джим Уисс из Miami Herald за статьи о добыче золота в Южной Америке, которая привела к развитию городской и организованной преступности, торговли людьми, эксплуатации детского труда, к ухудшению экологической обстановки, увеличению наркотрафика, а также к процветанию индустрии драгоценных металлов в Майами. |
| Редакция Washington Post за расследование, обнаружившее большое количество нераскрытых убийств в крупных городах Америки. |

| Пулитцеровская премия за освещение местных новостей |
| --- |
| Редакция The Advocate за анализ дискриминаций региональной судебной системы, включая закон эпохи Джима Кроу, позволявший судам штата Луизиана осуждать обвиняемых без единогласного решения присяжных.                                  |
| Барбара Лейкер, Венди Рудерман, Дилан Перселл и Джессика Гриффин из Philadelphia Inquirer за научное расследование состава материалов, использованных при строительстве школ Филадельфии и ставших причиной плохого самочувствия детей. |
| Брэндон Стал, Дженнифер Бьерхус, Мэри Джо Уэбстер и Рени Джонс Шнайдер из Star Tribune за серию статей о прекращении расследований сексуальных изнасилований в Миннесоте.                                                               |

| Пулитцеровская премия за национальный репортаж |
| --- |
| Редакция Wall Street Journal за раскрытие выплат президента Дональда Трампа двум женщинам, заявлявшим о романтических отношениях с ним. |
| Редакция Associated Press за статьи о практике разлучения семей мигрантов, связанной с миграционной политикой администрации президента Трампа.                                                                                                |
| Редакция New York Times (при сотрудничестве Кэрол Кэдволладр из Guardian/Observer) за статьи о кражах личной информации пользователей Facebook и других платформ, позднее данные использовали во время предвыборной кампании Дональда Трампа. |

| Пулитцеровская премия за международный репортаж |
| --- |
| Мэгги Майкл, Маад аль-Зикри и Нариман эль-Мофти из Associated Press за статьи о войне в Йемене, включая репортажи о краже продовольственной помощи, использовании детей в военных целях и пытках заключённых. |
| Редакция Reuters, с особым вкладом сотрудников Ва Лона и Кья Со Оо, за освещение геноцида мусульманского меньшинства в Мьянме.                                                                                |
| Рукмини Коллимачи из New York Times за репортажи о террористическом движении ИГИЛ. |

| Пулитцеровская премия за очерк |
| --- |
| Ханна Драйер из ProPublica за серию рассказов о сальвадорских эмигрантах Лонг-Айленда, пострадавших во время преследования криминальной группировки MS-13.                                                               |
| Дианна Пэн и Дженнифер Берри Хоз из Post and Courier за расследование расовых разногласий в Южной Каролине в середине XX века, которые привели к казни за убийство невиновного четырнадцатилетнего темнокожего мальчика. |
| Элизабет Брюниг из Washington Post за заметку о последствиях сексуального изнасилования подростка в родном городе автора и причинах безнаказанности преступника.                                                         |

| Пулитцеровская премия за комментарий                                                                                              |
| --- |
| Тони Мессенджер из St. Louis Post-Dispatch за колонку о правовой несправедливости по отношению к бедным сельским жителям Миссури. |
| Кейтлин Флэнаган из Atlantic за колонку о половом неравенстве в политике.                                                         |
| Мелинда Хеннебергер из The Kansas City Star за наблюдения об институциональном сексизме и женоненавистничестве.                   |

| Пулитцеровская премия за критику                                                                                      |
| --- |
| Карлос Лозада из Washington Post за обзоры и эссе о книгах, посвящённых национальной тематике и политике.             |
| Манола Даргис из The New Yorker за критические исследования на разные темы.                                           |
| Джилл Лепор из New York Times за кинокритику, которая рассматривает влияние кино на театральную и общественную жизнь. |

| Пулитцеровская премия за редакционные статьи                                                                   |
| --- |
| Брент Стейплс за редакционные заметки, которые рассматривают национальную историю в разрезе расового вопроса.  |
| Редакция The Advocate за критические статьи, побудившие избирателей Луизианы к отмене закона эпохи Джима Кроу. |
| Редакция Capital Gazette за освещение вооружённого нападения на редакцию газеты в 2018 году.                   |

| Пулитцеровская премия за редакционные карикатуры |
| --- |
| Внештатный мультипликатор Даррин Белл за мультфильмы, в которых освещались социальное неравенство и политические беспорядки, связанные с администрацией Дональда Трампа. |
| Внештатный мультипликатор Кен Фишер за комментарий, основанный на истории комиксов и отсылающий к современной политической сатире.                                       |
| Внештатный мультипликатор Роб Роджерс, за провокационные иллюстрации, наполненные историко-культурными отсылками и обличающие лицемерие и несправедливость.              |

| Пулитцеровская премия за новостную фотографию                                                                         |
| --- |
| Фоторедакция Reuters за серию фотографий о трудностях мигрантов, переселяющихся в США из Центральной и Южной Америки. |
| Ноа Бергер, Джон Локер и Ринго Чиу Associated Press за серию фотографий о пожарах в Калифорнии 2018 года.             |
| Фоторедакция Associated Press, за хронику столкновений между палестинцами и израильтянами в секторе Газа.             |

| Пулитцеровская премия за художественную фотографию                                                                        |
| --- |
| Лоренцо Туньоли Washington Post за фоторепортаж о голоде в Йемене.                                                        |
| Крейг Уокер Boston Globe за фоторепортаж о жизни мальчика с нарушениями в развитии.                                       |
| Мэгги Стибер и Линн Джонсон National Geographic, фоторепортаж о , которая пережила трансплантацию лица в возрасте 21 год. |